# Coraje (pel·lícula)
Coraje és una pel·lícula peruana de 1998 dirigida per Alberto Durant. La pel·lícula gira entorn de la figura de l'activista peruana María Elena Moyano, activista pels drets humans al Perú i assassinada pel grup terrorista Sendero Luminoso.

## Sinopsi
La pel·lícula és un biopic sobre la dirigent veïnal i feminista María Elena Moyano (Olenka Cepeda). La trama se centra entre el moment en què el districte de Lima de Villa El Salvador va ser premiat amb el Premi Príncep d'Astúries de la Concòrdia en 1987, gràcies al moviment veïnal organitzat, entre altres persones, per Moyano, i el 15 de febrer de 1992, dia en què Moyano va ser assassinada per Sendero Luminoso, a causa del seu discurs a favor de la democràcia i en contra de la violència senderista.

## Premis
- Colón d'Or del Público al millor llargmetratge i Millor actriu (Olenka Cepeda) al Festival de Cinema Iberoamericà de Huelva[3][4]
- Gran Premi OCIC al Festival Internacional de Cinema de Viña del Mar[4]
- Premi del Públic al Chicago Latino Film Festival[4]